# Саборна црква у Канади
Саборни храм Светог оца Николаја у Хамилтону је саборни храм Српске православне епархије канадске.

## Историја
Залагањем, трудом и жртвом мале групе Срба, настала је 1913. године прва црквено-школска општина у источној Канади посвећена Светом оцу Николају. Иако малобројни, успели су да сакупе довољно новца да купе земљиште на углу Бич и Норткот улице у Хамилтону и да саграде малу цркву. Црква је освећена 15. децембра 1917. године.
Потомци тих првих досељеника, као и други Срби који су Хамилтон и Канаду прихватили као ново огњиште, одлучили су у децембру 1963. да саграде нови велелепни храм, и да буде посвећен Светом оцу Николају и да црквено-школска општина буде у пуном канонском и административном јединству са Патријаршијом у Београду, под чију јурисдикцију подпада. Већ у јуну 1964. освештано је земљиште на којем се данас налази саборни храм и црквена сала. Копање темеља започело је 5. октобра 1964, а освештавање темеља је извршено 8. новембра 1964. Храм је освештан 20. јуна 1965. године а затим је изграђена парохијска кућа. Живописана је 1988. године (рад Драгана Марунића).
У овом храму је устоличен први епископ канадски Георгије (Ђокић) на дан Покрова Пресвете Богородице 14. октобра 1984. године.